# Festival international de la bande dessinée d'Alger
Pour les articles homonymes, voir Festival de la bande dessinée.
Le Festival international de la bande dessinée d'Alger, abrégé FIBDA, est un festival de bande dessinée qui se déroule à Alger depuis 2008. Il s'agit du principal festival de ce type sur le continent africain.

## Histoire
Avant le FIBDA, la dernière exposition de bande dessinée en Algérie remonte à 1986.
À partir de 2008, l'organisation du festival vise à réhabiliter la mémoire des pionniers de la bande dessinée en Algérie depuis les années 1960, en constituant un fonds documentaire qui fait l'objet d'expositions. Un concours s'adresse aux jeunes auteurs. Le festival fait partie des plus importants en Afrique et dans les pays arabes.
En octobre 2009, sur l'esplanade de Riadh El Feth, le festival ouvre sur une exposition consacrée à Slim : « 40 ans de bouzidisme », ainsi que d'autres en hommage à Saïd Zanoun et Saïd Mellouah. Les animations incluent un colloque sur « La femme à l'assaut de la BD », des ateliers, un concours de la meilleure affiche.
En octobre 2010, les participants incluent 36 nationalités différentes, dont Ahmed Haroun, père du personnage M'Quidech, qui pour ses 50 ans de carrière reçoit le prix d'honneur. L'invitée d'honneur est la Suisse. Les thèmes abordés portent sur la Palestine en bande dessinée ; des photos et une conférence ont lieu sur « Les conflits du Moyen-Orient en BD ». Les animations incluent expositions, dédicaces et ateliers, ainsi qu'un « concours de jeunes talents et espoirs scolaires d'Algérie ».
L'édition 2011 (5 au 8 octobre), qui se déroule sur l'esplanade de Riadh El Feth, adopte le slogan « bulles sans frontières ». Le festival « est sans doute le plus important événement autour de la bande dessinée du continent africain » d'après Actua BD. L'évènement inclut des ateliers ainsi que des expositions sur des auteurs algériens, comme Brahim Guerroui, ou d'autres nationalités,. Le prix d'honneur du festival revient à Mahfoud Aïder. Lounis Dahmani et Gyps reçoivent le prix de la BD africaine et Khawla Kouza Houria le prix espoir. Francis Groux reçoit le prix de la reconnaissance. La place des mangas algériens, surnommés DZmanga, est importante dans la création algérienne.
En 2012, le festival présente cinquante ans de BD algérienne.
En 2013, l'exposition présente les œuvres de nombreux auteurs étrangers ; l'invité d'honneur est le Cameroun. Le prix d'honneur est attribué au dessinateur de presse franco-algérien Ahmed Aït Kaci. Cette édition est l'occasion de constater l'éclosion de bandes dessinée algériennes de type manga.
En 2014, l'invité d'honneur est le Brésil. Le thème est : « Le Mondial des Bulles d’Alger ». Les activités incluent un tournoi entre auteurs, des expositions, des tables rondes, des ateliers, et des débats, etc.. Le prix d'honneur revient à Djillali Defali ; celui du patrimoine à Hiahemzizou Noureddine et Benattou Mesmoudi.
L'édition d'octobre 2015 reçoit, comme invitée d'honneur, la Corée du Sud ; des personnalités issues de 32 autres pays participent à l'évènement. Le festival a lieu sur l'esplanade de Riad El Feth et des activités ont lieu ailleurs : ateliers, formation de jeunes, films, dédicaces, conférences, tables rondes, etc. Un maillot pour l'Algérie est présenté en avant-première. Le slogan de cette édition est « Dis-le-moi en bulles ».
En octobre 2016, le festival a lieu sur l'esplanade de Riadh El-Feth et l'invitée d'honneur est l'Italie. Des prix d'honneur sont décernés : le Grand prix d'honneur revient au dessinateur de presse L'Andalou ; d'autres sont attribués, comme le Grand prix de la reconnaissance, le Prix de la reconnaissance, le Prix du Patrimoine.
En octobre 2017, la France est l'invitée d'honneur. Le ministère de la Culture verse un budget de plus en plus restreint. Le festival inclut des conférences, des ateliers, un concours de cosplay, expositions, films, etc.
En octobre 2018, toujours sur l’Esplanade Riadh El Feth, le pays à l'honneur est le Canada. Le thème de cette édition est « le vivre-ensemble ».
En octobre 2019, pour le 12e FIBDA, les États-Unis sont invités d'honneur avec notamment la présence de Shawn Martinbrough,, et la Pologne est présente avec une délégation de créateurs et de responsables et l'organisation d'un concours pour évoquer le personnage du général Mieczysław Słowikowski, surnommé « Rygor », officier du renseignement militaire polonais qui a organisé une cellule d’espionnage à Alger pendant la Seconde Guerre mondiale, et avec une exposition de Jakub Rebelka,. Cette édition du festival célèbre le 50e anniversaire de la parution de la première revue de bande dessinée algérienne, M'Quidech.
En 2020, à cause de l'épidémie de covid-19, le festival est annulé.
En 2021, une édition d'été est ouverte au public avec des protocoles sanitaires.
En 2022, le Japon est l'invité d'honneur. en compagnie d'autres pays participants tel que l'Italie, la France, le Congo, l'UE, l'Egypte, le Liban et le Mexique qui marque sa première participation au FIBDA. Placée sous le signe "Dessinons notre patrimoine", l'édition 2022 accueille des bédéistes algériens et étrangers (tel que Serge Bloch, Aoyagi Etsuko, Yokoi Sampo, Ito Yu, Sookyung Yoo) qui présentent, cinq jours durant leurs créations, en plus des expositions de BD, activités et rencontres liées au 9e art. Dans la catégorie Prix international de l'auteur professionnel de BD, le 1er prix est revenu à Sid-Ali Oudjene.